# 흰배이끼쥐
흰배이끼쥐(Pseudohydromys sandrae)는 쥐과에 속하는 설치류의 일종이다. 파푸아뉴기니의 토착종이다. 2009년에 처음 기술되었다. 모식표본은 파푸아뉴기니 서던하일랜즈 주의 해발 800~850m에서 발견된 성체 수컷이다.